# Нотафилија
Нотафилија (од лат. nota знак и грч. φιλία љубав) ја наука о папирном новцу, а колекционар папирног новца се назива нотафилиста. Нотафилисти папирни новац сакупљају у зависности од појединих тема, временског периода, државе, серијског броја и другог.

## Историја
Реч нотафилија је настала 1969. године од латинске речи 'nota' (банкнота) и грчке речи 'philios' (волети). Нотафилија се још увек сврстава као грана нумизматике,  сакупљање папирног новца није популарно као на пример, сакупљање кованог новца или поштанских маркица.
1961. године је основано Међународно удружење (енгл. THE INTERNATIONAL BANKNOTE SOCIETY (IBNS)), које броји на хиљаде чланова широм света. Удружење такође издаје и свој журнал (IBNS Journal), информатички лист (NEWSLETTER OF THE IBNS).
Нотафилија се од нумизматике почела одвајати седамдесетих година прошлог века. Савим сигурно, особа која је томе највише допринела пољу нотафилије на светском нивоу је Алберт Пик (Albert Pick). Он је објавио неке од првих каталога и кроз њих је објаснио сврху сакупљања папирног новца.
Папирни новац колекционари скупљају по различитим категоријама. Неке од њих су: 
- Тема (познате личности, природа)
- Временски период (новчанице издане за време инфлације)
- Држава
- Серијски број

## Класификација папирног новца
1974. године, Пик је објавио и светски каталог папирног новца који се и даље издаје мада сада заузима три тома. Захваљујући том каталогу сада ја могуће идентификовати већину новчаница јер свака од њих има каталошки број: [име земље] P [уникатни број издања новчанице].
Поред самог католошког броја, вредност саме новчанице се мери по њеној очуваности. Осим ако је новчаница потупуно нова, оцена може да постане субјективна али као најпуполарнији и најприхваћенији стандард јесте онај који је направио Алберт Пик. Он очуваност дели на шест могућих категорија:
| Скраћеница на енг. | Значење на енг. | Процент очуваности | Опис                                                                     |
| UNC                | Uncirculated    | 100%               | Први квалитет, новчаница која је савршено очувана и није била у оптицају |
| XF                 | Extremely fine  | 90%                | Новчаница са незнатним оштећењем нпр. пресавијена по средини             |
| VF                 | Very Fine       | 75%                | Видљиви трагови коришћења, мале тачке и пресавијања                      |
| F                  | Fine            | 55%                | Очигледни трагови коришћења, углови заобљени и мекши папир               |
| VG                 | Very good       | 45%                | Недостају углови, зацепана на више места                                 |
| G                  | Good            | 30%                | Недостају делови новчанице                                               |

## Српска нотафилија
Један од најпознатијих српских нотафилиста је Жељко Стојановић, који је за своје заслуге примио и домаћа и светска признања. 
Стојановић је до сада издао неколико књига са тематиком папирног новца Србије и Југославије:
- Папирни новац Југославије 1929—1994.
- Папирни новац Србије и Југославије (1996).
- Новчанице Народне банке 1884—2004. (2004).
- Национални каталог новчаница Србије и Југославије (2007).

## Појмови у нотафилији
- аверс - лице, односно предња новчанице. Обично га одређује издавач
- влаканца - обојена влаканца која се налазе у новчаници
- заштитни елемент - део новчанице који којим се новчаница штити од кривотворења. Мењали су се током времена. Раније се користио водени жиг и заштитна нит, а сада се користе и холограми, истискнути текст помоћу дубинске штампе, комбинација боја.
- каталог - посебна књига у којој су објављени подаци о новчаницама, према критеријумима аутора
- прештампавање - текст или графички елемент којим се мењају својства новчанице. Користи се код нострификацији, поништавања, обележавања узорака (специмена)
- новчаница
- реверс - задња страна, полеђина, односно наличје новчанице
- серијски број - један од заштитних елемената новчанице. Обично се састоји од само бројева или комбинације слова и бројева
- специмени - узорци новчаница, са посебним ознакама или текстом, које немају платежну моћ и обично служе како би се становништво упознало са новим новчаницама. Веома се цене у колекционарству.
- холограм - заштитни елемент. Посматрањем из различитих углова мењају се боје или се стварају различити визуелни ефекти.